# گاسپارو دا سالو

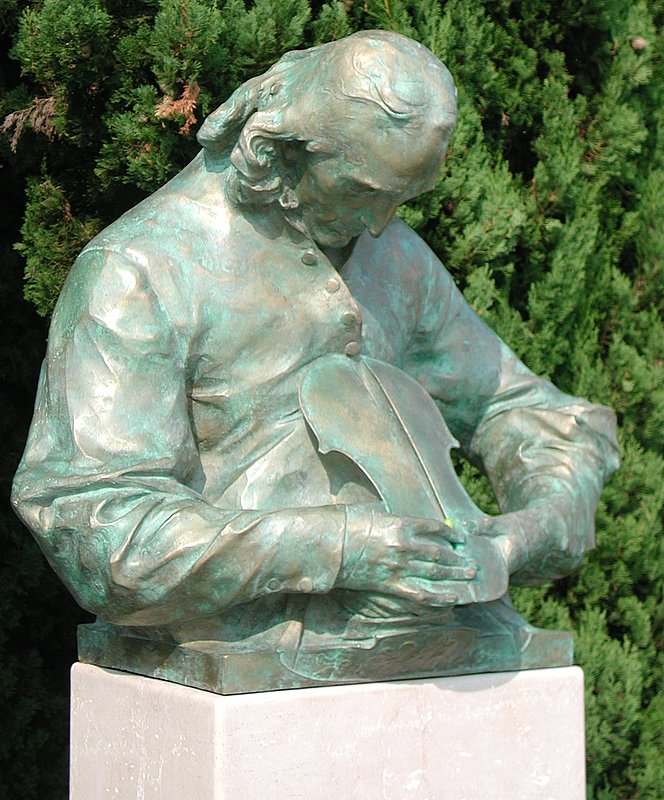
گاسپارو دا سالو

گاسپارو دا سالو (ایتالیایی: Gasparo da Salò) (زاده ۱۵۴۲ و درگذشته ۱۶۰۹) به معنای گاسپارو اهل سالو به گاسپارو برتولوتی یکی از اولین سازندگان ویولن و نوازنده ماهر کنترباس اهل ایتالیا گفته می‌شود. حدوداً ۸۰ ساز از ساخته‌های وی همچون ویولون (کوچک و بزرگ)، ویولا آلتو و تنور، ویول، ویولون سل و کنترباس و … در حال حاضر وجود دارند.

## تبار
او در سالو کنار دریاچه گاردا، در خانواده‌ای با علائق حقوقی، هنری، موسیقی و صنایع دستی متولد شد. پدربزرگش سانتینو، صاحب مزرعه و گله که احتمالاً رشته‌های طبیعی سازهای زهی تولید می‌کرده‌است، از پولپناتزه به سالو، پایتخت ریوا دل گاردا، احتمالاً در جستجوی فرصتهای بیشتر از سالو که صحنه موسیقی آن بسیار غنی و پر جنب و جوش بود، نقل مکان کرد. گاسپارو پسر و برادرزاده دو موسیقیدان موفق، فرانچسکو و آگوستینو بود که نوازندگان ویولن و آهنگسازانی با بالاترین سطح حرفه‌ای بودند که طبق مدارک موجود به عنوان «ویولی» یا «ویولینی» شناخته می‌شدند.
آگوستینو، عموی گاسپارو، علاوه بر متخصص بودن در آلات موسیقی اولین کاپل مایستر در شهر سالو و پسرش برناردینو یک نوازنده چیره‌دست (ویولن و ترومبون) بود.

## زندگی هنری
این سؤال وجود دارد که چه کسی برای اولین بار ویولن را در قالب مدرن فعلی خود تولید کرد، گاسپارو داسالو یا دیگران مانند گاسپارو دویفوپرگر یا آندره آماتی؟ مطمئناً گاسپارو سازی با ویژگی‌های مدرن را توسعه داد که بسیار قدرتمند (ویولا دا براتسو‌ها و ویولن‌ها در آن زمان با مخلوطی از کورنتو [نوعی شیپور] و ترومبون‌ها در فضاهای بازمانند میدان سن مارکو در ونیز اجرا می‌کردند) و بسیار سریع بود. به نظر می‌رسد الگوهای گاسپارو بعداً توسط استرادیواری بین سالهای ۱۶۹۰ تا ۱۷۰۰ برای نوعی که به عنوان "Long Strad" [استراد دراز، به ساخته‌های آنتونیو استرادیواری؛ استراد یا استرادیواریوس گفته می‌شود] شناخته می‌شود مورد استفاده قرار گرفته‌است. میزان تقاضای بالای سازهای بِرِشایی در جشنها و مراسم‌های سلطنتی دلیلی است بر این واقعیت که آن سازها محبوب‌ترین و پرطرفدارترینها در سراسر اروپا در دوره رنسانس بودند. تا سال ۱۶۳۰ ساخت آلات موسیقی در بِرِشا رونق فراوان داشت تا اینکه همه‌گیری وبا در آنجا باعث درگذشت بیشتر سازندگان ماهر شد.
گاسپارو در دوره‌ای که اندازه‌گیری‌های ویولن سازان هنوز استاندارد نشده بود ویولون‌های زیادی را ساخت که با مقیاسهای ویولن امروزی مطابقت داشت. علاوه بر ویولن، او ویولاهای مختلفی از کوچک تا بسیار بزرگ (۳۹ سانتیمتر تا ۴۴/۵ سانتیمتر، آلتو و تنور)، ویولا دا گامبا، ویولنسل، ویولن‌سل و … ساخته‌است.

## نگارخانه

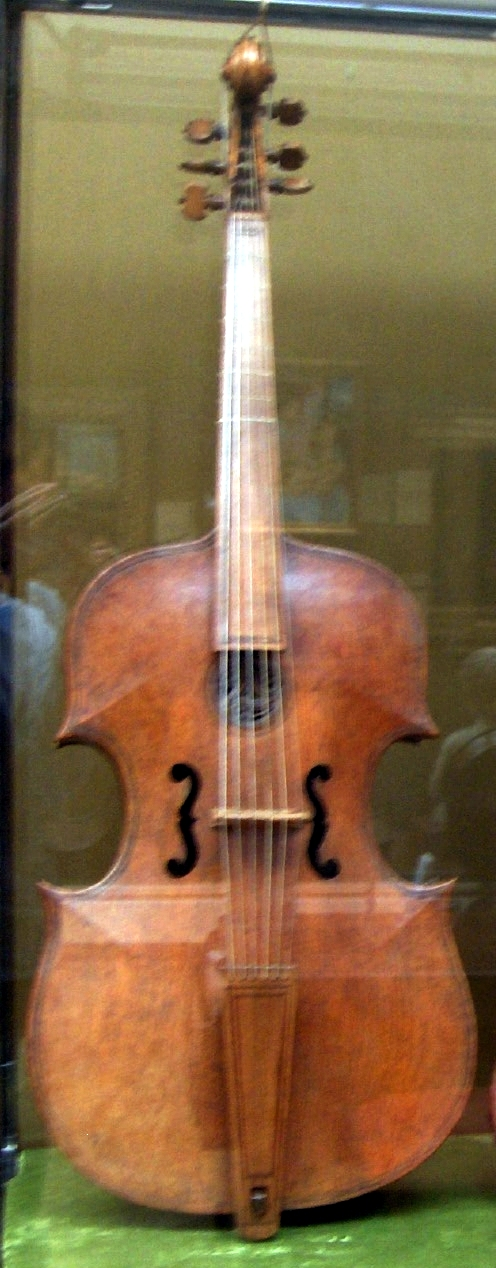
ویول باس ، ساخته گاسپارو دا سالو
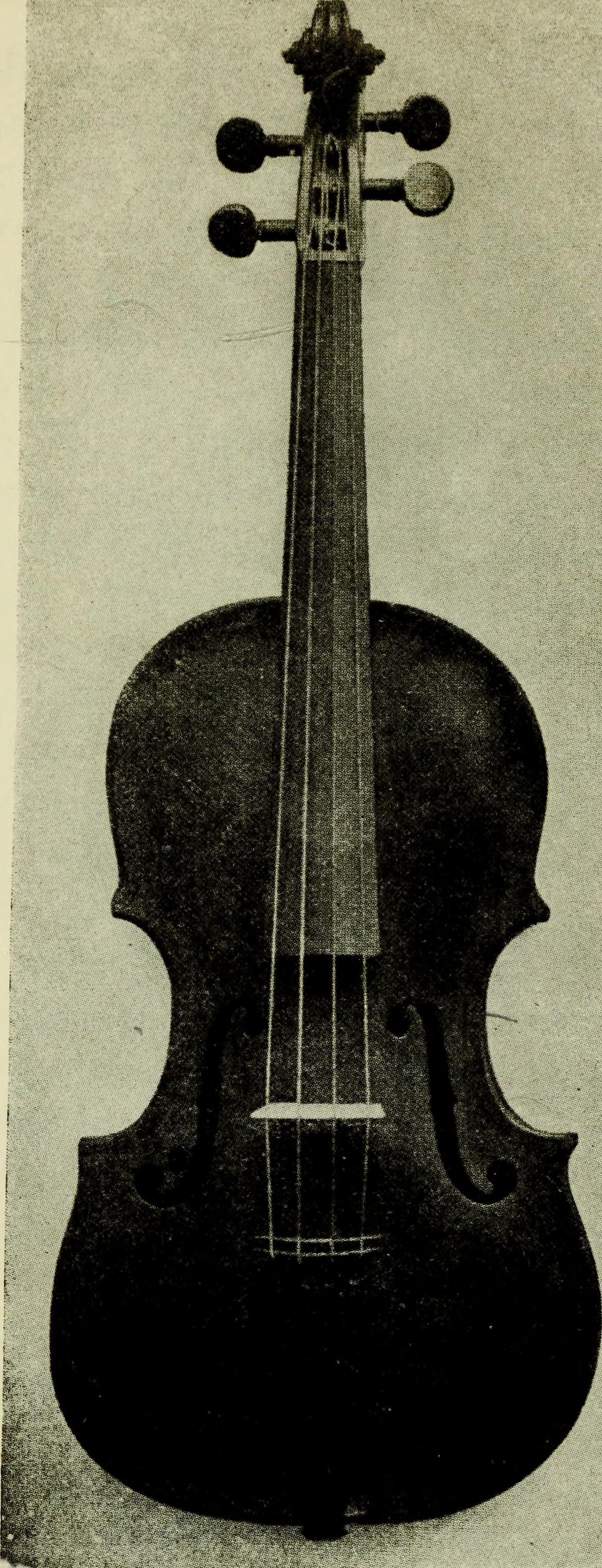
ویولن (استر ۱۹۱۷)
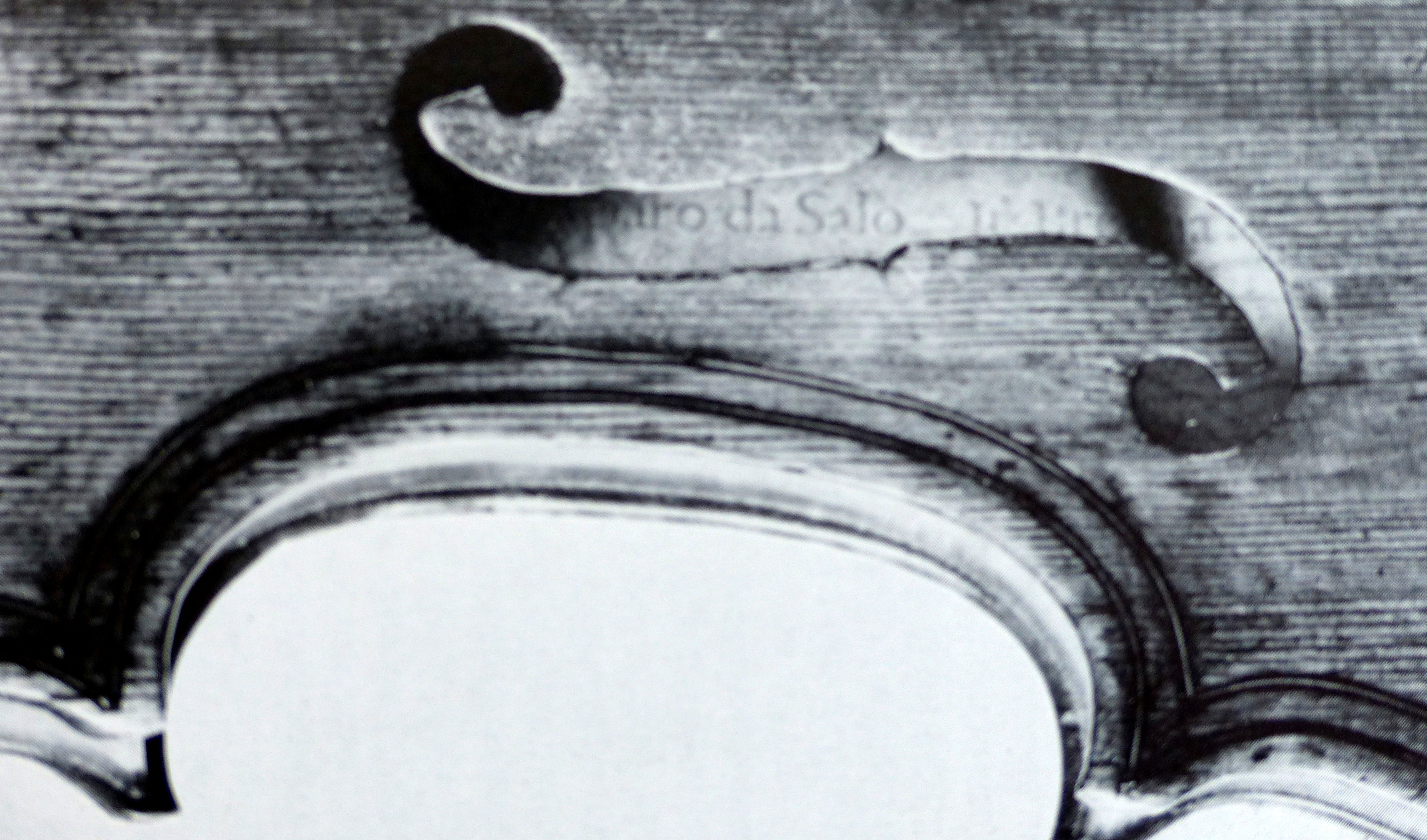
سوراخ-f در ویولا با برچسب گاسپارو دا سالو
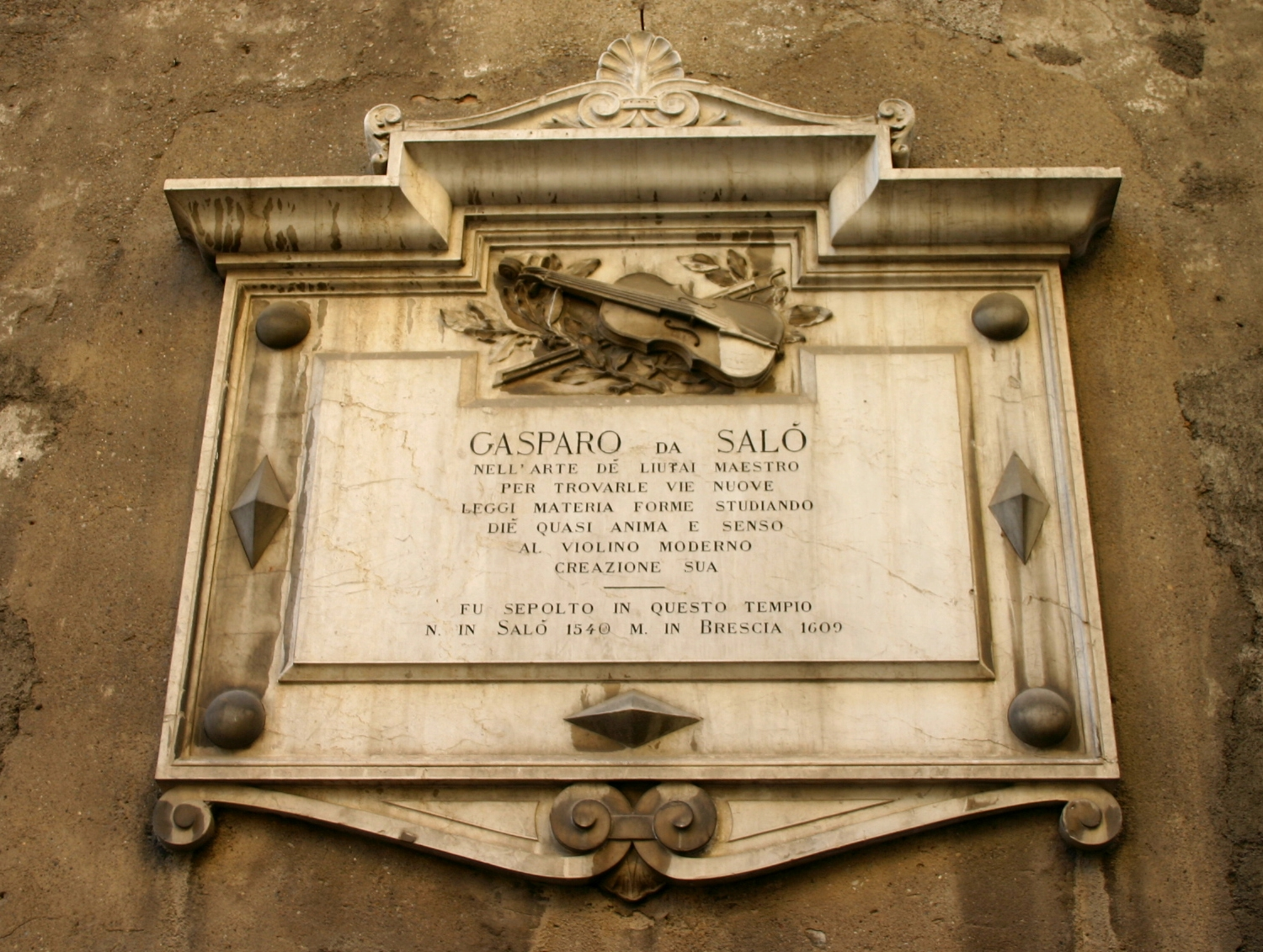
پلاک یادبود گاسپارو دا سالو (کلیسای سنت جوزف در برشا)